# جراند ثفت أوتو: فايس سيتي
غراند ثفت أوتو: فايس سيتي (بالإنجليزية: Grand Theft Auto: Vice City) هي لعبة فيديو من نوع عالم مفتوح وأكشن-مغامرات طورت من قبل روكستار نورث ونشرت بواسطة روكستار في 2002. وهي تعتبر بعد لعبة قراند ثلاثة لعبة ثلاثية الأبعاد في سلسلة غراند ثفت أوتو والإصدار السادس فيها. صدرت أولاً على البلي ستيشن 2 ثم على ويندوز وإكس بوكس ولاحقاً على ماك أو إس عشرة وآي أو إس وأندرويد. غراند ثفت أوتو: فايس سيتي سبقتها لعبة سرقة السيارات الكبرى 3 وتبعتها لعبة سرقة السيارات الكبرى: سان أندرياس.
فايس سيتي أخذت معظم إلهامها من الثقافة الأمريكية في ثمانينيات القرن الماضي. تقع أحداث اللعبة في 1986 في مدينة فايس سيتي وهي مدينة خيالية صنعت لتشبه ميامي. تدور أحداث قصة اللعبة حول قاتل مأجور للمافيا يدعى «تومي فيرسيتي» الذي أفرج عنه مؤخراً من السجن بعد أن تم القبض عليه في صفقة مخدرات فاشلة، يحاول تومي فيرسيتي الأنتقام من المسؤولين عن دخوله السجن بينما في نفس الوقت يبني إمبراطوريته الإجرامية.
عند اطلاقها، أصبحت أكثر الألعاب مبيعاً في 2002. في يوليو 2006 أصبحت أكثر ألعاب البلي ستيشن 2 مبيعاً على الأطلاق قبل أن تصبح غراند ثفت أوتو: سان أندرياس هي الأكثر مبيعاً ولكن عندما قامت روك ستار جيمز بتعديلها وتحديثها أصبحت الآن اللعبة الأكثر مبيعا بالعالم للعب العالم المفتوح بعد لعبة قراند أربعة وقراند 5. فايس سيتي ظهرت أيضاً في مجلة فاميتسو اليابانية ضمن قائمة 100 لعبة مفضلة وكانت من أول عشر العاب في المجلة في 2006 وقد كانت اللعبة الغربية الوحيدة بالكامل المتواجدة على القائمة. مدينة فايس سيتي موجودة أيضاً في لعبة غراند ثفت أوتو: فايس سيتي ستوريز والتي قصتها تمهد لأحداث فايس سيتي.

## القصة
في البداية ستلعب بشخصية تومي فيرسيتي وهو البطل وخلال مسيرتك الاجرامية ستلتقي بأشخاص كثر منهم لانس وستقوم ببضعة مهمات معه من أجل إرجاع المال ولكن في الاخير تومي يكتشف أنهم نصبوا له فخاً وأرادوا قتله والاستيلاء على ممتلكاته وهم لانس وقد ذكر سابقا وسوني رئيسه سابقا الذي طلب منه احضار المال كاملا لكنه في الاخير أراد قتله (تومي) ولكن طبعا تومي سينتقم منهم جميعا ويمتلك جزء من مال فايس سيتي وهكذا تنتهي القصة.

## خلفية اللعبة
تقع أحداث اللعبة في مدينة فايس سيتي الخيالية، والتي مبنية بقوة على مدينة ميامي في فلوريدا. منظر اللعبة خصوصاً الملابس والسيارات (وأحياناً الطابع الساخر) يعكس فترة الثمانينات. أستعارت اللعبة العديد من الأساليب من أفلام مشهورة الوجه ذو الندبة وCarlito's Way وBlow ومسلسل الثمانينات المشهور «ميامي فايس» (بالإنجليزية: Miami Vice).

## التقييمات والمبيعات
صدرت اللعبة مع إشادة من النقاد والمعجبن على حد سواء. حصلت اللعبة على تقييم 10/9.7 من موقع آي جي إن، و10/9.6 من موقع جيم سبوت، و5/5 من موقع جيم برو، و10/10 من مجلة البلي ستيشن الرسمية الأمريكية. تم مدحها خصوصاً على مشاهد البداية والنهاية المليئة بالأكشن وإعادة أحياء حقبة الثمانينات بطريقة ممتعة.
قراء مجلة البلي ستيشن الرسمية البريطانية صوتوا لها كرابع أفضل لعبة بلي ستيشن صدرت على الأطلاق.
أعتباراً من 26 مارس 2008، غراند ثفت أوتو: فايس سيتي قد باعت 17.5 مليون نسخة وفقاً للشركة الموزعة تيك-تو إنترأكتيف، جاعلاً إيها رابع أكثر لعبة فيديو مبيعاً على البلي ستيشن 2.

## وصلات خارجية
- جراند ثفت أوتو: فايس سيتي على موقع Google Play (الإنجليزية)
- جراند ثفت أوتو: فايس سيتي على موقع IMDb (الإنجليزية)
- الموقع الرسمي
- GTA Vice City on Grand Theft Wiki
- GTA: Vice City على موبي غيمز
- جراند ثفت أوتو: فايس سيتي علي موقع loloapps (العربية)